# 狩野紀昭
狩野紀昭（日语：／ Kanou Noriaki，1940年—），日本學者、作家和顧問，專長為品質管理。他是東京理科大學的名譽教授。2006年受臺灣中原大學頒贈名譽工學博士學位。在2010-2011學年期間，曾擔任義大利羅馬第三大學的客座教授。
狩野紀昭曾受業於品管大師石川馨門下，長期鑽研品質管理。他於1984年提出「二維品質模式」，也稱為「狩野模型」（Kano model），藉由劃分產品品質的層次，逐一分析產品功能與顧客滿意度之間的相關性，從而找出能夠有效提高顧客滿意度的功能，據以排定產品功能改善的優先順序。